# Freddy Quinn
Franz Eugen Helmuth Manfred Nidl, meglio conosciuto come Freddy Quinn o anche come solamente Freddy (Vienna, 27 settembre 1931), è un cantante e attore austriaco.
È stato molto popolare in Germania e in Austria negli anni cinquanta e negli anni sessanta.

## Biografia
Fece il suo debutto ad Amburgo e partecipò all'Eurovision Song Contest nel 1956 come rappresentante della Germania. Fra i suoi maggiori successi si ricordano:  Die Gitarre und das Meer che arriva in prima posizione in Germania ed in quinta in Olanda (1959), Unter fremden Sternen che arriva in prima posizione in Germania (1959), Irgendwann gibt's ein Wiedersehn  che arriva settimo in Germania (1960), La paloma prima in Germania e terza in Olanda (1961) e soprattutto Junge, komm bald wieder prima in Germania per 14 settimane e quarta in Olanda (1963).
Dopo il periodo di grande successo ha continuato comunque a compiere tournée, ad interpretare film e a registrare dischi.

## Discografia parziale

### Singoli
- Heimweh, Polydor - prima posizione in Germania per 14 settimane ed in Olanda per sei settimane nel 1956
- Rosalie - prima posizione in Germania per 3 settimane nel 1956
- Heimatlos - prima posizione in Germania per 5 settimane e settima in Olanda nel 1957
- Der Legionär - prima posizione in Germania per 3 settimane nel 1958
- Ich bin bald wieder hier - prima posizione in Germania per 2 settimane nel 1958
- Hundert Mann und ein Befehl - prima posizione in Germania per 2 settimane e terza in Austria nel 1966

## Filmografia

### Cinema
- Canaris (1954)
- Die große Chance (1957)
- Heimatlos (1958)
- Freddy, die Gitarre und das Meer (1959)
- Freddy unter fremden Sternen (1959)
- Freddy und die Melodie der Nacht (1960)
- Weit ist der Weg (1960)
- Nur der Wind (1961)
- Freddy und der Millionär (1961)
- Freddy und das Lied der Südsee (1962)
- Heimweh nach St. Pauli (1963)
- Freddy und das Lied der Prärie (1964)
- Freddy, Tiere, Sensationen (1964)
- Haie an Bord (1971)
- Die wilden Fünfziger (1982)

### Televisione
- Stahlnetz – Die Tote im Hafenbecken (1958)
- Erbin mit Herz (2004)